# كبوسين ثلاثي الفلقات
كبوسين ثلاثي الفلقات (الاسم العلمي:Tropaeolum trilobum) هو نوع من النباتات يتبع جنس الكبوسين من الفصيلة الكبوسينية.